# Lista de episódios de Good Witch
Good Witch é uma série de televisão estadunidense/canadense, dos gêneros comédia dramática romântica e fantasia, que é baseada no filme de mesmo nome, produzida pela Whizbang Films em assossiação com ITV Studios e Hallmark Channel. A série gira em torno da vida espirituosa de Cassie Nightingale (Catherine Bell), sua filha adolescente Grace (Bailee Madison) e seus vizinhos, os Radfords – Sam (James Denton) e seu filho adolescente, Nick (Rhys Matthew Bond), bem como os vários moradores de Middleton, alguns dos quais acreditam que Cassie seja uma bruxa. Bell, que também caracterizou a "bruxa boa" no filme, co-produz e estrela a série.
A série estreou em 28 de fevereiro de 2015, no Hallmark Channel, e foi renovada para sete temporadas consecutivamente. Em 9 de julho de 2021, foi anunciado que a sétima temporada seria a última da série.
Em 25 de julho de 2021, 75 episódios de "Good Witch" foram ao ar, concluindo a sétima temporada e finalizando a série.

## Resumo
| Temporada | Temporada             | Episódios             | Data de estreia         | Data de encerramento  |
| Temporada | Temporada             | Episódios             | Estreia de temporada    | Final de temporada    |
| --------- | --------------------- | --------------------- | ----------------------- | --------------------- |
|           | 1                     | 10                    | 28 de fevereiro de 2015 | 18 de abril de 2015   |
|           | Something Wicked      | Something Wicked      | 24 de outubro de 2015   | 24 de outubro de 2015 |
|           | 2                     | 10                    | 17 de abril de 2016     | 19 de junho de 2016   |
|           | Secrets of Grey House | Secrets of Grey House | 22 de outubro de 2016   | 22 de outubro de 2016 |
|           | 3                     | 10                    | 30 de abril de 2017     | 2 de julho de 2017    |
|           | Spellbound            | Spellbound            | 22 de outubro de 2017   | 22 de outubro de 2017 |
|           | 4                     | 10                    | 29 de abril de 2018     | 1 de julho de 2018    |
|           | Tale of Two Hearts    | Tale of Two Hearts    | 21 de outubro de 2018   | 21 de outubro de 2018 |
|           | 5                     | 10                    | 9 de junho de 2019      | 18 de agosto de 2019  |
|           | Curse from a Rose     | Curse from a Rose     | 19 de outubro de 2019   | 19 de outubro de 2019 |
|           | 6                     | 10                    | 3 de maio de 2020       | 5 de julho de 2020    |
|           | 7                     | 10                    | 16 de maio de 2021      | 25 de julho de 2021   |

## Episódios

### 1ª temporada (2015)
| No. na série | No. | Título                                              | Dirigido por  | Escrito por                                       | Exibição                | Código de prod.    | Audiência (milhões) |
| ------------ | --- | --------------------------------------------------- | ------------- | ------------------------------------------------- | ----------------------- | ------------------ | ------------------- |
| 1 2          | 12  | "Starting Over...Again""Apologies and Remembrances" | Craig Pryce   | História por: Sue TenneyRoteiro por: Bruce Graham | 28 de fevereiro de 2015 | 264294-1 264294-2  | 2.91                |
| 3            | 3   | "Running Scared"                                    | Laurie Lynd   | História por: Sue TenneyRoteiro por: Bruce Graham | 7 de março de 2015      | 264294-9           | 2.01                |
| 4            | 4   | "Do The Right Thing"                                | Laurie Lynd   | História por: Sue TenneyRoteiro por: Bruce Graham | 14 de março de 2015     | 264294-8           | 1.99                |
| 5            | 5   | "All In The Family"                                 | Craig Pryce   | História por: Sue TenneyRoteiro por: Bruce Graham | 21 de março de 2015     | 264294-7           | 1.95                |
| 6            | 6   | "The Truth About Lies"                              | Craig Pryce   | História por: Sue TenneyRoteiro por: Bruce Graham | 28 de março de 2015     | 264294-6           | 2.16                |
| 7            | 7   | "The Storm"                                         | Don McBrearty | História por: Sue TenneyRoteiro por: Bruce Graham | 4 de abril de 2015      | 264294-5           | 1.81                |
| 8            | 8   | "Together We Stand..."                              | Don McBrearty | História por: Sue TenneyRoteiro por: Bruce Graham | 11 de abril de 2015     | 264294-4           | 1.92                |
| 9 10         | 910 | "Homecoming""True Colors"                           | Craig Pryce   | História por: Sue TenneyRoteiro por: Bruce Graham | 18 de abril de 2015     | 264294-3 264294-10 | 2.25                |

### Especial (2015)
| No. | Título                                    | Dirigido por | Escrito por                       | Exibição              | Código de prod.     | Audiência (milhões) |
| --- | ----------------------------------------- | ------------ | --------------------------------- | --------------------- | ------------------- | ------------------- |
| 11  | "Good Witch: Halloween""Something Wicked" | Craig Pryce  | Sue Tenney & Amy Palmer Robertson | 24 de outubro de 2015 | 264294-11 264294-12 | 2.68                |

### 2ª temporada (2016)
| No. na série | No. | Título                     | Dirigido por   | Escrito por                                                    | Exibição            | Código de prod. | Audiência (milhões) |
| ------------ | --- | -------------------------- | -------------- | -------------------------------------------------------------- | ------------------- | --------------- | ------------------- |
| 12           | 1   | "Second Time Around"       | Craig Pryce    | Sue Tenney                                                     | 17 de abril de 2016 | 264294-13       | 2.19                |
| 13           | 2   | "Driven"                   | Craig Pryce    | Sue Tenney                                                     | 24 de abril de 2016 | 264294-14       | 1.96                |
| 14           | 3   | "Out of the Past"          | Cal Coons      | Sue Tenney & Jed Seidel                                        | 1 de maio de 2016   | 264294-15       | 1.97                |
| 15           | 4   | "The Trouble With Love"    | Cal Coons      | Amy Palmer Robertson & Jed Seidel                              | 8 de maio de 2016   | 264294-16       | 1.92                |
| 16           | 5   | "Surprise Me"              | Don McCutcheon | Amy Palmer Robertson                                           | 15 de maio de 2016  | 264294-17       | 2.01                |
| 17           | 6   | "Risk"                     | Don McCutcheon | Sue Tenney & Jackson Rock                                      | 22 de maio de 2016  | 264294-18       | 2.19                |
| 18           | 7   | "What's Your Secret?"      | Laurie Lynd    | Amy Palmer Robertson                                           | 29 de maio de 2016  | 264294-19       | 2.05                |
| 19           | 8   | "Truth"                    | Laurie Lynd    | Sue Tenney                                                     | 5 de junho de 2016  | 264294-20       | 2.21                |
| 20           | 9   | "A Perfect Match (Part 1)" | Craig Pryce    | Amy Palmer Robertson                                           | 12 de junho de 2016 | 264294-21       | 2.12                |
| 21           | 10  | "A Perfect Match (Part 2)" | Craig Pryce    | História por: Sue TenneyRoteiro por: Sue Tenney & Bruce Graham | 19 de junho de 2016 | 264294-22       | 2.30                |

### Especial (2016)
| No. | Título                                                      | Dirigido por | Escrito por | Exibição              | Código de prod.     | Audiência (milhões) |
| --- | ----------------------------------------------------------- | ------------ | ----------- | --------------------- | ------------------- | ------------------- |
| 22  | "Good Witch: Secrets of Grey House""The Enchantress Unites" | Craig Pryce  | Dean Batali | 22 de outubro de 2016 | 264294-23 264294-34 | 2.24                |

### 3ª temporada (2017)
| No. na série | No. | Título                               | Dirigido por     | Escrito por                   | Exibição            | Código de prod. | Audiência (milhões) |
| ------------ | --- | ------------------------------------ | ---------------- | ----------------------------- | ------------------- | --------------- | ------------------- |
| 23           | 1   | "A Budding Romance"                  | Michael Kennedy  | Dean Batali                   | 30 de abril de 2017 | 264294-24       | 2.14                |
| 24           | 2   | "Without Magic for a Spell"          | Michael Kennedy  | Dawn DeKeyser                 | 7 de maio de 2017   | 264294-25       | 2.11                |
| 25           | 3   | "Day After Day"                      | Craig Pryce      | Skander Halim                 | 14 de maio de 2017  | 264294-26       | 1.88                |
| 26           | 4   | "How to Say, "I Love You!""          | Craig Pryce      | Bill Fuller                   | 21 de maio de 2017  | 264294-27       | 1.78                |
| 27           | 5   | "A Birthday Wish"                    | Phillip Earnshaw | Sheryl A. Anderson            | 28 de maio de 2017  | 264294-28       | 1.98                |
| 28           | 6   | "Say it With Candy"                  | Phillip Earnshaw | Dawn DeKeyser                 | 4 de junho de 2017  | 264294-29       | 2.20                |
| 29           | 7   | "In Sickness and in Health"          | Laurie Lynd      | Dean Batali                   | 11 de junho de 2017 | 264294-30       | 2.38                |
| 30           | 8   | "Somewhat Surprising"                | Laurie Lynd      | Dean Batali                   | 18 de junho de 2017 | 264294-31       | 2.09                |
| 31           | 9   | "Not Getting Married Today (Part 1)" | Craig Pryce      | Sean Alexander & Sarah Larsen | 25 de junho de 2017 | 264294-32       | 2.39                |
| 32           | 10  | "Not Getting Married Today (Part 2)" | Craig Pryce      | Dean Batali                   | 2 de julho de 2017  | 264294-33       | 2.34                |

### Especial (2017)
| No. | Título                                            | Dirigido por | Escrito por                         | Exibição              | Código de prod.     | Audiência (milhões) |
| --- | ------------------------------------------------- | ------------ | ----------------------------------- | --------------------- | ------------------- | ------------------- |
| 33  | "Good Witch: Spellbound" "The Halloween Prophecy" | Craig Pryce  | Dean Batali, Ron Osborn & Jeff Reno | 22 de outubro de 2017 | 264294-35 264294-46 | 2.70                |

### 4ª temporada (2018)
| No. na série | No. | Título                          | Dirigido por   | Escrito por                        | Exibição            | Código de prod. | Audiência (milhões) |
| ------------ | --- | ------------------------------- | -------------- | ---------------------------------- | ------------------- | --------------- | ------------------- |
| 34           | 1   | "With This Ring"                | Andy Mikita    | Dean Batali                        | 29 de abril de 2018 | 264294-36       | 2.30                |
| 35           | 2   | "In 4/4, With Emotion"          | Andy Mikita    | Skander Halim                      | 6 de maio de 2018   | 264294-37       | 1.93                |
| 36           | 3   | "Daddy's Home"                  | Fred Gerber    | Anthony Epling & Amy Van Curen     | 13 de maio de 2018  | 264294-38       | 1.83                |
| 37           | 4   | "Family Time"                   | Fred Gerber    | Dean Batali                        | 20 de maio de 2018  | 264294-39       | 1.77                |
| 38           | 5   | "Written Like a Merriwick"      | T. W. Peacocke | Donna Thorland                     | 27 de maio de 2018  | 264294-40       | 2.02                |
| 39           | 6   | "Match Game"                    | T. W. Peacocke | Ron Osborn & Jeff Reno             | 3 de junho de 2018  | 264294-41       | 2.10                |
| 40           | 7   | "Til Death Do Us Part"          | Martin Wood    | Dean Batali                        | 10 de junho de 2018 | 264294-42       | 2.02                |
| 41           | 8   | "All Dressed Up"                | Martin Wood    | Nicole Demerse                     | 17 de junho de 2018 | 264294-43       | 1.97                |
| 42           | 9   | "How to Make a Middleton Quilt" | Rich Newey     | Zoila Amelia Galeano & Bill Fuller | 24 de junho de 2018 | 264294-44       | 2.12                |
| 43           | 10  | "Tossing the Bouquet"           | Rich Newey     | Dean Batali                        | 1 de julho de 2018  | 264294-45       | 2.20                |

### Especial (2018)
| No. | Título                                                   | Dirigido por    | Escrito por    | Exibição              | Código de prod.     | Audiência (milhões) |
| --- | -------------------------------------------------------- | --------------- | -------------- | --------------------- | ------------------- | ------------------- |
| 44  | "Good Witch: Tale of Two Hearts""The Heart of Middleton" | Michael Kennedy | Darin Goldberg | 21 de outubro de 2018 | 264294-47 264294-48 | 2.36                |

### 5ª temporada (2019)
| No. na série | No. | Título                      | Dirigido por        | Escrito por                    | Exibição             | Código de prod. | Audiência (milhões) |
| ------------ | --- | --------------------------- | ------------------- | ------------------------------ | -------------------- | --------------- | ------------------- |
| 45           | 1   | "The Forever Tree (Part 1)" | T. W. Peacocke      | Vincent Pagano                 | 9 de junho de 2019   | 264294-49       | 2.22                |
| 46           | 2   | "The Forever Tree (Part 2)" | T. W. Peacocke      | Darin Goldberg                 | 10 de junho de 2019  | 264294-54       | 2.06                |
| 47           | 3   | "The Honeymoon"             | Stefan Scaini       | Roger Grant                    | 16 de junho de 2019  | 264294-50       | 2.02                |
| 48           | 4   | "The Prince"                | Stefan Scaini       | Erinne Dobson                  | 23 de junho de 2019  | 264294-51       | 2.14                |
| 49           | 5   | "The Tea"                   | Steve DiMarco       | Jesenia Ruiz & Carlee Malemute | 30 de junho de 2019  | 264294-52       | 2.13                |
| 50           | 6   | "The Road Trip"             | Steve DiMarco       | Roger Grant                    | 7 de julho de 2019   | 264294-53       | 1.93                |
| 51           | 7   | "The Grey-cation"           | Craig David Wallace | Cole Bastedo                   | 28 de julho de 2019  | 264294-55       | 2.10                |
| 52           | 8   | "The Treasure"              | Craig David Wallace | Cole Bastedo                   | 4 de agosto de 2019  | 264294-56       | 2.01                |
| 53           | 9   | "The Comet"                 | Martin Wood         | Vincent Pagano                 | 11 de agosto de 2019 | 264294-57       | 2.13                |
| 54           | 10  | "The Graduation"            | Martin Wood         | Darin Goldberg                 | 18 de agosto de 2019 | 264294-58       | 2.31                |

### Especial (2019)
| No. | Título                                                                            | Dirigido por | Escrito por                  | Exibição              | Código de prod.     | Audiência (milhões) |
| --- | --------------------------------------------------------------------------------- | ------------ | ---------------------------- | --------------------- | ------------------- | ------------------- |
| 55  | "Good Witch: Curse from a Rose (Part 1)" "Good Witch: Curse from a Rose (Part 2)" | Craig Pryce  | Darin GoldbergVincent Pagano | 19 de outubro de 2019 | 264294-59 264294-60 | 1.87                |

### 6ª temporada (2020)
| No. na série | No. | Título            | Dirigido por    | Escrito por                      | Exibição            | Código de prod. | Audiência (milhões) |
| ------------ | --- | ----------------- | --------------- | -------------------------------- | ------------------- | --------------- | ------------------- |
| 56           | 1   | "The Anniversary" | Stefan Scaini   | Darin Goldberg                   | 3 de maio de 2020   | 264294-61       | 1.88                |
| 57           | 2   | "The Chili"       | Stefan Scaini   | Vincent Pagano                   | 10 de maio de 2020  | 264294-62       | 1.98                |
| 58           | 3   | "The Clock"       | Don McCutcheon  | Erinne Dobson                    | 17 de maio de 2020  | 264294-63       | 1.75                |
| 59           | 4   | "The Dinner"      | Don McCutcheon  | Cole Bastedo                     | 24 de maio de 2020  | 264294-64       | 1.85                |
| 60           | 5   | "The Mandala"     | Annie Bradley   | Darin Goldberg                   | 31 de maio de 2020  | 264294-65       | 1.85                |
| 61           | 6   | "The Dream"       | Annie Bradley   | Vincent Pagano                   | 7 de junho de 2020  | 264294-66       | 1.92                |
| 62           | 7   | "The Tableau"     | Alison Reid     | Erinne Dobson & Elysse Applebaum | 14 de junho de 2020 | 264294-67       | 1.69                |
| 63           | 8   | "The Chocolates"  | Alison Reid     | Darin Goldberg                   | 21 de junho de 2020 | 264294-68       | 2.01                |
| 64           | 9   | "The Loft"        | Jonathan Wright | Vincent Pagano                   | 28 de junho de 2020 | 264294-69       | 1.82                |
| 65           | 10  | "The Bird"        | Jonathan Wright | Darin Goldberg                   | 5 de julho de 2020  | 264294-70       | 1.90                |

### 7ª temporada (2021)
| No. na série | No. | Título         | Dirigido por    | Escrito por     | Exibição            | Código de prod. | Audiência (milhões) |
| ------------ | --- | -------------- | --------------- | --------------- | ------------------- | --------------- | ------------------- |
| 66           | 1   | "The Party"    | Jonathan Wright | Darin Goldberg  | 16 de maio de 2021  | 264294-71       | 1.71                |
| 67           | 2   | "The Shell"    | Jonathan Wright | Vincent Pagano  | 23 de maio de 2021  | 264294-72       | 1.51                |
| 68           | 3   | "The Delivery" | Stefan Scaini   | Darin Goldberg  | 30 de maio de 2021  | 264294-73       | 1.61                |
| 69           | 4   | "The Exchange" | Stefan Scaini   | Vincent Pagano  | 6 de junho de 2021  | 264294-74       | 1.54                |
| 70           | 5   | "The Kite"     | Alison Reid     | Darin Goldberg  | 13 de junho de 2021 | 264294-75       | 1.36                |
| 71           | 6   | "The Wishes"   | Alison Reid     | Vincent Pagano  | 20 de junho de 2021 | 264294-76       | 1.45                |
| 72           | 7   | "The Magic"    | Stefan Scaini   | Darin Goldberg  | 27 de junho de 2021 | 264294-77       | 1.53                |
| 73           | 8   | "The Sprint"   | Stefan Scaini   | Vincent Pagano  | 11 de julho de 2021 | 264294-78       | 1.54                |
| 74           | 9   | "The Search"   | Jonathan Wright | Deanna Shumaker | 18 de julho de 2021 | 264294-79       | 1.64                |
| 75           | 10  | "The Wedding"  | Jonathan Wright | Darin Goldberg  | 25 de julho de 2021 | 264294-80       | 1.86                |